# 齊藤大将
- 斉藤大将

齊藤 大将（さいとう ひろまさ、1995年6月3日 - ）は、東京都江戸川区出身の元プロ野球選手（投手）。左投左打。

## 経歴

### プロ入り前
小学校1年から投手として軟式野球（清新ハンターズ）を始め、中学校では城東ボーイズに所属した。
桐蔭学園高等学校では1年からベンチ入りした。2年夏の県大会決勝では松井裕樹擁する桐光学園高等学校と対戦したが、4回3失点で降板し敗れた。在学中は3年春の県大会優勝が最高で甲子園出場はなかった。2学年先輩に茂木栄五郎、若林晃弘、1学年先輩に山野辺翔がいる。
明治大学に進学し、1年から中継ぎとしてリーグ戦に出場し、3年夏には第29回ユニバーシアード競技大会の日本代表に選出された。4年時にエースとなり、9月30日の立教大学戦では11奪三振で完投勝利を挙げた。3勝を挙げベストナインに選ばれた。
2017年10月26日に行われたドラフト会議で、田嶋大樹を外した埼玉西武ライオンズから1位指名を受け、契約金1億円、年俸1500万円（金額は推定）で入団した。背番号は19。担当スカウトは竹下潤。

### 西武時代
2018年7月20日の東北楽天ゴールデンイーグルス戦でプロ初登板を果たした。7月29日の千葉ロッテマリーンズ戦でプロ初勝利、8月8日のオリックス・バファローズ戦でプロ初ホールドを記録した。シーズン最終戦ではプロ初先発も経験し、16試合の登板で1勝3敗1ホールド、防御率7.02という成績であった。
2019年は9試合の一軍登板に留まった。
2020年は二軍では21試合の登板で防御率2.49という成績を残したが、一軍では7試合の登板で防御率9.90と全く結果を残せなかった。オフに背番号が57に変更された。
2021年は3月18日の教育リーグでの登板を最後に実戦登板がなく、5月20日に左肘内側側副靭帯再建術（トミー・ジョン手術）および後方関節腔クリーニング術を受け、復帰に1年以上を要する見込みであることが同31日に球団から発表された。10月25日に戦力外通告を受け、12月9日に育成選手として再契約したことが発表された。背番号は111。
2022年6月19日にイースタン・リーグで復帰登板を果たし、15試合に登板したが防御率9.56と結果が残せず支配下復帰とはならなかった。オフに再度戦力外通告が発表され、契約変更後1年経過による自由契約となったが、11月29日に再契約した。
2023年は二軍で40登板し、防御率2.70を記録したが支配下復帰はならなかった。前年同様の理由でオフに戦力外となったが、11月23日に再契約した。
2024年は、7月までに二軍で12登板し、防御率3.00という成績であった。

### ソフトバンク時代
2024年7月5日、野村大樹との交換トレードで福岡ソフトバンクホークスに移籍することが発表された。背番号は177で、即日トレード公示された。
移籍後は11登板で1勝0敗、防御率3.86という成績で、オフに戦力外通告を受けた。
2025年1月31日に自身のInstagramで現役引退を表明した。

## 選手としての特徴
左のスリークォーターから、最速146km/hの直球、スライダー、スクリューなどの変化球を投げる。

## 詳細情報

### 年度別投手成績
| 年 度     | 球 団     | 登 板 | 先 発 | 完 投 | 完 封 | 無 四 球 | 勝 利 | 敗 戦 | セ 丨 ブ | ホ 丨 ル ド | 勝 率 | 打 者 | 投 球 回 | 被 安 打 | 被 本 塁 打 | 与 四 球 | 敬 遠 | 与 死 球 | 奪 三 振 | 暴 投 | ボ 丨 ク | 失 点 | 自 責 点 | 防 御 率 | W H I P |
| --------- | --------- | ----- | ----- | ----- | ----- | -------- | ----- | ----- | -------- | ----------- | ----- | ----- | -------- | -------- | ----------- | -------- | ----- | -------- | -------- | ----- | -------- | ----- | -------- | -------- | ------- |
| 2018      | 西武      | 16    | 1     | 0     | 0     | 0        | 1     | 3     | 0        | 1           | .250  | 78    | 16.2     | 14       | 2           | 14       | 0     | 3        | 10       | 2     | 0        | 13    | 13       | 7.02     | 1.68    |
| 2019      | 西武      | 9     | 1     | 0     | 0     | 0        | 0     | 0     | 0        | 1           | ----  | 51    | 10.2     | 12       | 4           | 6        | 0     | 3        | 7        | 0     | 0        | 9     | 8        | 6.75     | 1.69    |
| 2020      | 西武      | 7     | 0     | 0     | 0     | 0        | 0     | 1     | 0        | 0           | .000  | 51    | 10.0     | 15       | 2           | 7        | 0     | 1        | 3        | 1     | 0        | 12    | 11       | 9.90     | 2.20    |
| 通算：3年 | 通算：3年 | 32    | 2     | 0     | 0     | 0        | 1     | 4     | 0        | 2           | .200  | 180   | 37.1     | 41       | 8           | 27       | 0     | 7        | 20       | 3     | 0        | 34    | 32       | 7.71     | 1.82    |

- 2023年度シーズン終了時

### 年度別守備成績
| 年 度 | 球 団 | 投手  | 投手  | 投手  | 投手  | 投手  | 投手     |
| 年 度 | 球 団 | 試 合 | 刺 殺 | 補 殺 | 失 策 | 併 殺 | 守 備 率 |
| ----- | ----- | ----- | ----- | ----- | ----- | ----- | -------- |
| 2018  | 西武  | 16    | 2     | 4     | 1     | 0     | .857     |
| 2019  | 西武  | 9     | 0     | 2     | 0     | 0     | 1.000    |
| 2020  | 西武  | 7     | 1     | 3     | 0     | 1     | 1.000    |
| 通算  | 通算  | 32    | 3     | 9     | 1     | 1     | .923     |

- 2023年度シーズン終了時

### 記録
初記録
- 初登板：2018年7月20日、対東北楽天ゴールデンイーグルス15回戦（メットライフドーム）、7回表に2番手で救援登板、1回無失点
- 初奪三振：同上、今江年晶から空振り三振
- 初勝利：2018年7月29日、対千葉ロッテマリーンズ16回戦（ZOZOマリンスタジアム）、4回裏一死に2番手で救援登板、1回2/3を1失点
- 初ホールド：2018年8月8日、対オリックス・バファローズ16回戦（京セラドーム大阪）、8回裏に5番手として救援登板、1/3を無失点
- 初先発登板：2018年10月6日、対福岡ソフトバンクホークス25回戦（福岡 ヤフオク!ドーム）、3回5失点で敗戦投手

### 背番号
- 19（2018年[8] - 2020年）
- 57（2021年[10]）
- 111（2022年[13] - 2024年7月4日）
- 177（2024年7月5日[21] - 同年終了）